# Kunihiko Yuyama
Kunihiko Yuyama (japanisch 湯山 邦彦; geboren am 15. Oktober 1952) ist ein japanischer Filmregisseur, der vor allem für seine Arbeit an der Pokémon-Anime-Franchise bekannt ist.

## Karriere
Yuyama entwickelte bereits in seiner Jugend ein Interesse an Animation und arbeitete an den ersten Produktionen des Anime-Genres. Nach Abschluss seines Studiums begann er seine Karriere als Animator und Regieassistent. Er war unter anderem bei Ginga Tetsudō 999 (1978) und anderen frühen Serien tätig, bevor er 1982 mit Mahō no Princess Minky Momo (Magical Princess Minky Momo) seine erste große Regiearbeit übernahm.
In den folgenden Jahren arbeitete er an verschiedenen Projekten, darunter die Anime-Adaption von Die drei Musketiere (1987), die eine breite Zuschauerbasis ansprach. Weitere wichtige Werke in seiner Karriere sind die Serien Ushio to Tora und Yaiba sowie der populäre Film Pokémon – Der Film (1998), der seinen internationalen Durchbruch als Regisseur markierte.
Ab 1997 begann Yuyama mit der Regie der Pokémon-Filmreihe und führte die Regie bei zahlreichen Fortsetzungen, darunter Pokémon 2 – Die Macht des Einzelnen (1999), Pokémon Heroes (2002) und viele weitere Filme, die das Pokémon-Franchise weltweit berühmt machten. Yuyama blieb über die Jahre hinweg maßgeblich an der Entwicklung und Umsetzung der Filmreihe beteiligt, was ihm international Anerkennung verschaffte.

## Filme (Auswahl)
- 1978–1981: Ginga Tetsudō 999
- 1982/83: Mahō no Princess Minky Momo
- 1987: D’Artagnan und die drei Musketiere
- 1992: Ushio to Tora
- 1993: Yaiba
- 1995: Der Planet der Dinosaurier
- 1995/96: Wedding Peach
- 1996: Slayers Return
- 1996: Kimagure Orange Road
- seit 1997: Pokémon (Anime)
- 1998: Pokémon – Der Film
- 1999: Pokémon 2 – Die Macht des Einzelnen
- 2000: Pokémon 3: The Movie
- 2001: Pokémon 4Ever
- 2002: Pokémon Heroes
- 2002: Pokémon Chronicles
- 2003: Pokémon: Jirachi Wish Maker
- 2004: Pokémon: Destiny Deoxys
- 2005: Pokémon: Lucario and the Mystery of Mew
- 2006: Pokémon: Ranger and the Temple of the Sea
- 2007: Pokémon: The Rise of Darkrai
- 2008: Pokémon: Giratina and the Sky Warrior
- 2009: Pokémon: Arceus and the Jewel of Life
- 2010: Pokémon: Zoroark: Master of Illusions
- 2011: Pokémon the Movie: Black—Victini and Reshiram and White—Victini and Zekrom
- 2012: Pokémon the Movie: Kyurem vs. the Sword of Justice
- 2013: Pokémon the Movie: Genesect and the Legend Awakened
- 2014: Pokémon the Movie: Diancie and the Cocoon of Destruction
- 2015: Pokémon the Movie XY: The Archdjinni of the Rings: Hoopa
- 2016: Pokémon the Movie: Volcanion and the Mechanical Marvel
- 2016: Rudolf the Black Cat
- 2017: Pokémon the Movie: I Choose You!
- 2019: Pokémon: Mewtwo Strikes Back—Evolution